# Comuna de Stare Miasto
Stare Miasto (polaco: Gmina Stare Miasto) é uma gminy (comuna) na Polónia, na voivodia de Grande Polónia e no condado de Koniński. A sede do condado é a cidade de Stare Miasto.
De acordo com os censos de 2004, a comuna tem 10 073 habitantes, com uma densidade 103 hab/km².

## Área
Estende-se por uma área de 97,82 km², incluindo:
- área agricola: 77%
- área florestal: 14%

## Demografia
Dados de 30 de Junho 2004:
|                      | Total   | Total | Mulheres | Mulheres | Homens  | Homens |
| -------------------- | ------- | ----- | -------- | -------- | ------- | ------ |
|                      | pessoas | %     | pessoas  | %        | pessoas | %      |
| População            | 10 073  | 100   | 5025     | 49,9     | 5048    | 50,1   |
| Densidade (pop./km²) | 103     | 100   | 51,4     | 51,4     | 51,6    | 51,6   |

De acordo com dados de 2002, o rendimento médio per capita ascendia a 1212,14 zł.

## Subdivisões
- Barczygłów, Bicz, Główiew, Janowice, Karsy, Kazimierów, Krągola, Krągola Pierwsza, Lisiec Mały, Lisiec Wielki, Modła Królewska, Rumin, Stare Miasto, Trójka, Żdżary, Żychlin.

## Comunas vizinhas
- Golina, Konin, Krzymów, Rychwał, Rzgów, Tuliszków